# Коридон, Шарль-Эдуар
Шарль-Эдуа‌р Коридо‌н (фр. Charles-Édouard Coridon; 9 апреля 1973, Мартиника) — франко-мартиникский футболист, полузащитник. Играл за молодёжную сборную Франции, затем — за национальную сборную Мартиники.
Наибольшую известность получил благодаря эффектному голу ударом скорпиона в падении пяткой на 30-й минуте матча против «Порту» в групповом этапе Лиги чемпионов сезона 2004/05.

## Клубная карьера
Коридон провёл шесть лет в «Генгаме», с которым прошёл путь от Лиги 2 в 1994 году до Лиги 1 в 1995 году. Затем он перешёл в «Ланс», где провёл пять сезонов, после чего подписал контракт с «Пари Сен-Жермен» в 2004 году.
В «ПСЖ», которым руководил Вахид Халилходжич, он провёл неудачный сезон, но отметился эффектным голом в Лиге чемпионов против «Порту» — «ударом скорпиона». Этот момент стал одним из самых запоминающихся в его карьере.
Затем он провёл сезон в турецком клубе «Анкарагюджю» из Анкары.
С 2007 года выступал за любительский клуб «Юнион Скифье-Трегоно» в Кот-д’Арморе, а с 2008 года — за турецкий любительский клуб «Эснафспор».

## Международная карьера
Он представлял сборную Мартиники на турнирах: Золотой кубок КОНКАКАФ 1993, Золотой кубок КОНКАКАФ 2003 и Карибский кубок Диджисель 2007.

## Достижения

### «Генгам»
- Финалист Кубка Франции: 1997